# Selaginella substipitata
Selaginella substipitata är en mosslummerväxtart som beskrevs av Antoine Frédéric Spring. Selaginella substipitata ingår i släktet mosslumrar, och familjen mosslummerväxter. Inga underarter finns listade i Catalogue of Life.